# Betzenloch-Sommerrain
Koordinaten: 48° 58′ 53,9″ N, 9° 7′ 19,5″ O
Das Gebiet Betzenloch-Sommerrain ist ein mit Verordnung vom 8. November 2004 durch die Körperschaftsforstdirektion Tübingen ausgewiesener Schonwald (Schutzgebiet-Nummer 200009) in Baden-Württemberg.

## Lage
Das Schutzgebiet befindet sich südwestlich von Besigheim und besteht aus zwei Teilflächen. Es liegt im
Stadtwald Bietigheim-Bissingen und umfasst Teile der Abteilung 1 sowie die Abteilung 2 des Distriktes 3 „Sommerrain“.
Im Schutzgebiet liegt das Biotop Schonwald Sommerrain N Bietigheim mit der Biotopnummer 270201184157 sowie das Biotop Schonwald Betzenloch SW Besigheim mit der Biotopnummer 270201184158. 

## Vegetation
Im Schonwald kommen laut Waldbiotopkartierung die folgenden Pflanzen vor:
Feldahorn, Spitzahorn, Berg-Ahorn, Knoblauchsrauke, Bärlauch, Buschwindröschen, Gewöhnliche Haselwurz, Wald-Zwenke, Blauroter Steinsame,
Nesselblättrige Glockenblume, Zittergras-Segge, Finger-Segge, Blaugrüne Segge, Berg-Segge, Wald-Segge, Gemeine Hainbuche, Weißes Waldvöglein,
Rotes Waldvöglein, Gewöhnliche Waldrebe, Maiglöckchen, Roter Hartriegel, Gemeine Hasel, Weißdorne, Wald-Knäuelgras, Echter Seidelbast,
Drahtschmiele, Echter Wurmfarn, Gewöhnlicher Spindelstrauch, Zypressen-Wolfsmilch, Süße Wolfsmilch, Rotbuche, Scharbockskraut,
Wald-Erdbeere, Gemeine Esche, Gewöhnliche Goldnessel, Wald-Labkraut, Ruprechtskraut, Echte Nelkenwurz, Gemeiner Efeu, Topinambur,
Stinkende Nieswurz, Savoyer Habichtskraut, Waldgerste, Echtes Johanniskraut, Lärchen, Gewöhnlicher Liguster, Rote Heckenkirsche,
Weißliche Hainsimse, Wald-Bingelkraut, Wald-Flattergras, Oregano, Schwarze Teufelskralle, Gemeine Fichte, Waldkiefer, Hain-Rispengras,
Vielblütige Weißwurz, Erdbeer-Fingerkraut, Echte Schlüsselblume, Großblütige Braunelle, Vogelkirsche, Gewöhnliche Douglasie,
Traubeneiche, Gold-Hahnenfuß, Feld-Rose, Hundsrose, Himbeere, Wald-Sanikel, Speierling, Elsbeere, Wald-Ziest, Große Sternmiere,
Straußblütige Wucherblume, Sommerlinde, Bergulme, Wolliger Schneeball, Vogel-Wicke, Weiße Schwalbenwurz, Wald-Engelwurz, Gemeine Akelei,
Wald-Frauenfarn, Rasen-Schmiele, Gewöhnlicher Dornfarn, Gundermann, Kleines Springkraut, Echte Walnuss, Europäische Lärche, Großes Zweiblatt,
Purpur-Knabenkraut, Einbeere, Pflaume, Stieleiche, Roteiche, Brombeeren, Hain-Ampfer, Schwarzer Holunder, Knotige Braunwurz,
Hain-Greiskraut, Kanadische Goldrute, Große Brennnessel, Zaun-Wicke, Wald-Wicke.
Der Schonwald liegt vollständig im Landschaftsschutzgebiet Enztal zwischen Bietigheim und Besigheim mit Rossert, Brachberg, Abendberg und Hirschberg sowie Galgenfeld, Forst und Brandholz mit Umgebung.

## Schutzzweck
Der Schutzzweck des Schonwalds ist gemäß Schutzgebietsverordnung
- die Erhaltung, Pflege und Verjüngung einer arten- und strukturreichen Laubbaumbestockung am Südhang. Erhaltung der Vorkommens verschiedener Orchideen- und anderer, seltener Pflanzenarten;
- die Erhaltung des Purpur-Knabenkrautvorkommens (Orchis purpurea) und anderer seltener Pflanzenarten im nordöstlichen Bereich.

## Betreuung
Wissenschaftlich betreut wird der Schonwald durch die Forstliche Versuchs- und Forschungsanstalt Baden-Württemberg (BVA).